# Горка (Выборгский район)
Горка (до 1948 — Суурпяаля, фин. Suurpäälä) — посёлок  в Селезнёвском сельском поселении Выборгского района Ленинградской области.

## Название
Дословный перевод топонима Суурпяаля — «Большая голова».
Согласно постановлению общего собрания колхозников колхоза «Новый труд» зимой 1948 года деревня Суурпяаля получила новое название — Горка. 
Переименование было закреплено указом Президиума ВС РСФСР от 13 января 1949 года.

## История

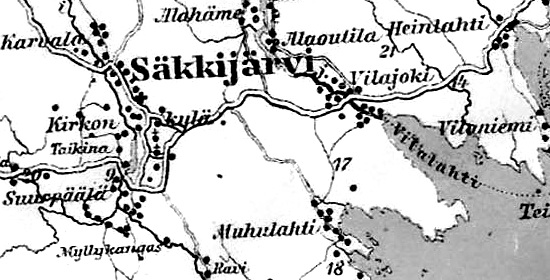
Деревня Суурпяаля на финской карте 1923 года

До 1939 года деревня Суурпяаля входила в состав волости Сяккиярви Выборгской губернии Финляндской республики.
С 1 января 1940 года по 31 октября 1944 года — в составе Карело-Финской ССР.
С 1 июля 1941 года по 31 мая 1944 года — финская оккупация. 
С 1 ноября 1944 года в составе Сяккиярвского сельсовета Выборгского района.
С 1 октября 1948 года в составе Кондратьевского сельсовета. В ходе укрупнении хозяйства к деревне Суурпяаля были присоединены соседние селения Талвитиенмяки и Рави.
С 1 января 1949 года учитывается административными данными как деревня Горка.
В 1961 году население деревни составляло 116 человек.
Согласно административным данным 1966, 1973 и 1990 годов посёлок Горка входил в состав Кондратьевского сельсовета.
В 1997 году в посёлке Горка Кондратьевской волости проживали 4 человека, в 2002 году — 13 человек (русские — 92 %).
В 2007 году в посёлке Горка Селезнёвского СП проживали 3 человека, в 2010 году — 11 человек.

## География
Посёлок находится в западной части района на автодороге 41К-429 (подъезд к пос. Большой Бор).
Расстояние до административного центра поселения — 23 км. 
Расстояние до ближайшей железнодорожной станции Пригородная — 36 км.
Через посёлок протекает река Песчаная. К северу от посёлка в неё впадает ручей Песчаный.

## Демография
| 2007 | 2010 | 2017 | 2021 |
| ---- | ---- | ---- | ---- |
| 3    | ↗11  | ↘8   | ↗9   |

## Улицы
Берёзовый проезд, Малый проезд, Полевой проезд, Рябиновая, Тополиная, Ягодная.